# حديقة النخيل في إلش
بستان النخيل في إلش أو بالميرال دي التشي (بالإسبانية: Palmeral de Elche) حديقة ومزارع نخيل، تقع في مدينة إلش، مقاطعة أليكانتي في إسبانيا. تغطي أكثر من 3.5 كم²، بما في ذلك 1.5 كم² داخل مدينة إلش، حيث تُعد من أكبر مزارع النخيل في أوروبا. يصل عدد نخيلها إلى 11,000 نخلة، بعدما كما يقدر عدده بحوالي 200,000 نخلة في القرن الثامن عشر. يُعتقد أن بداية زراعة النخيل فيها قد بدأت في القرن الخامس قبل الميلاد، حيث اعتنى بها كل من جاء حاكما للمدينة بما فيهم المسلمون، إذ طور فيها الخليفة الأموي عبد الرحمن الداخل (صقر قريش) نظاما محكما للري لا يزال عاملا حتى الآن، كما أن الشكل والوضع الحالي للمزرعة تم وضعه أيام حكم المرابطين المغاربة للأندلس في القرن العاشر. تم إدراج هذه الحديقة الضخمة على لائحة التراث العالمي لدى منظمة اليونسكو عام 2000.

## التاريخ
في خلال فترة بناء مدينة إيلش الإسبانيّة، ولدت بساتين النخيل وأنظمة الريّ المعقدّة في نهاية القرن العاشر يوم كان الجزء الأكبر من شبه الجزيرة الإيبريّة عربيّاً. وكان بستان النخيل في إيلش واحة أي نظام إنتاج زراعي على أراضٍ قاحلة ومثالا فريدا من نوعه للممارسات الزراعيّة العربيّة في أوروبا. وتجري في إيلش زراعة شجر نخيل التمر منذ الحقبة الإيبرية، قرابة القرن الخامس ق.م.

## معرض الصور

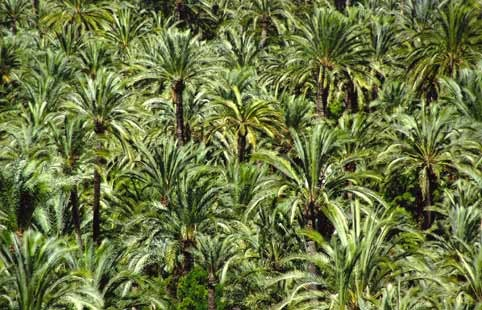
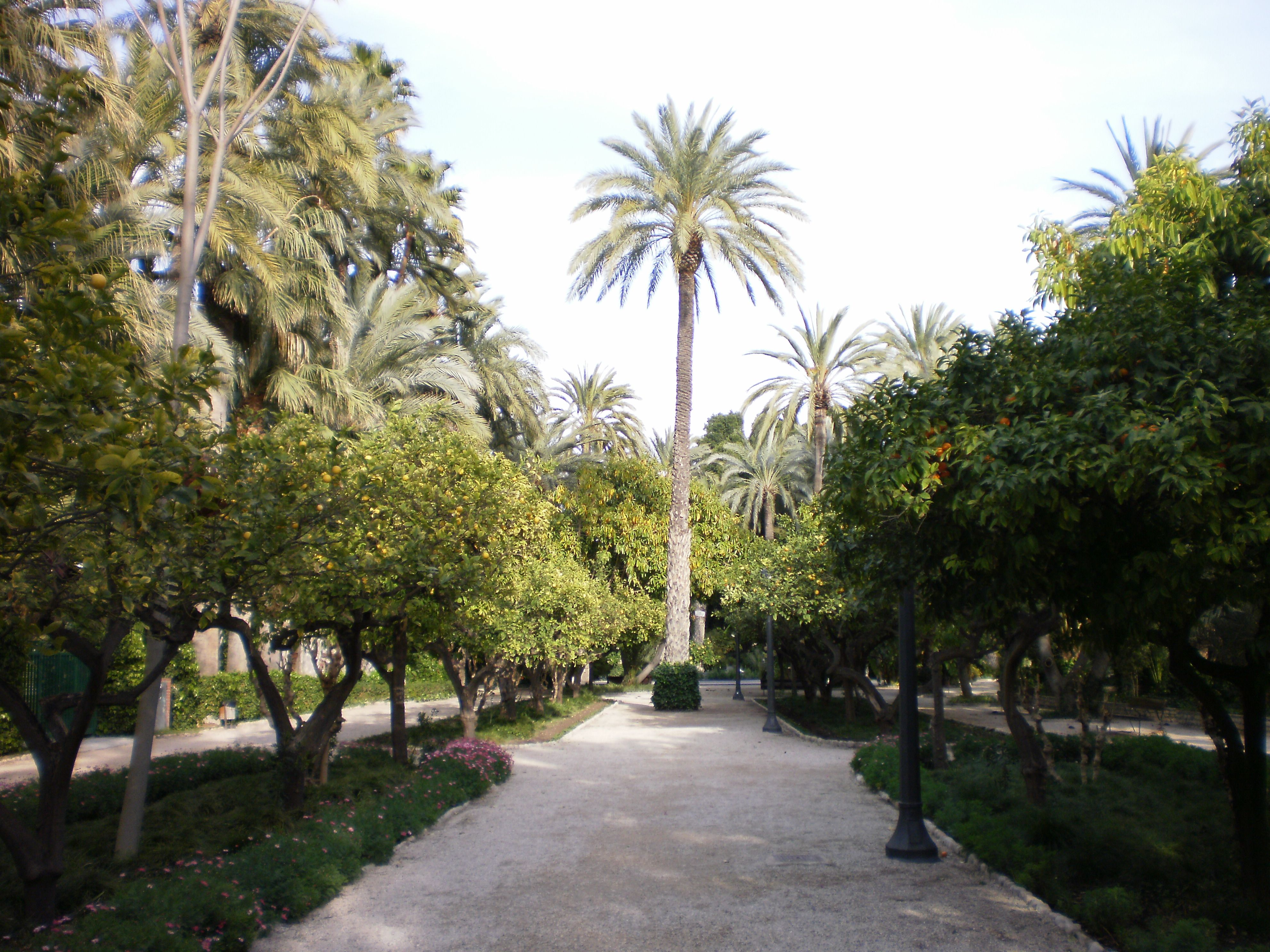
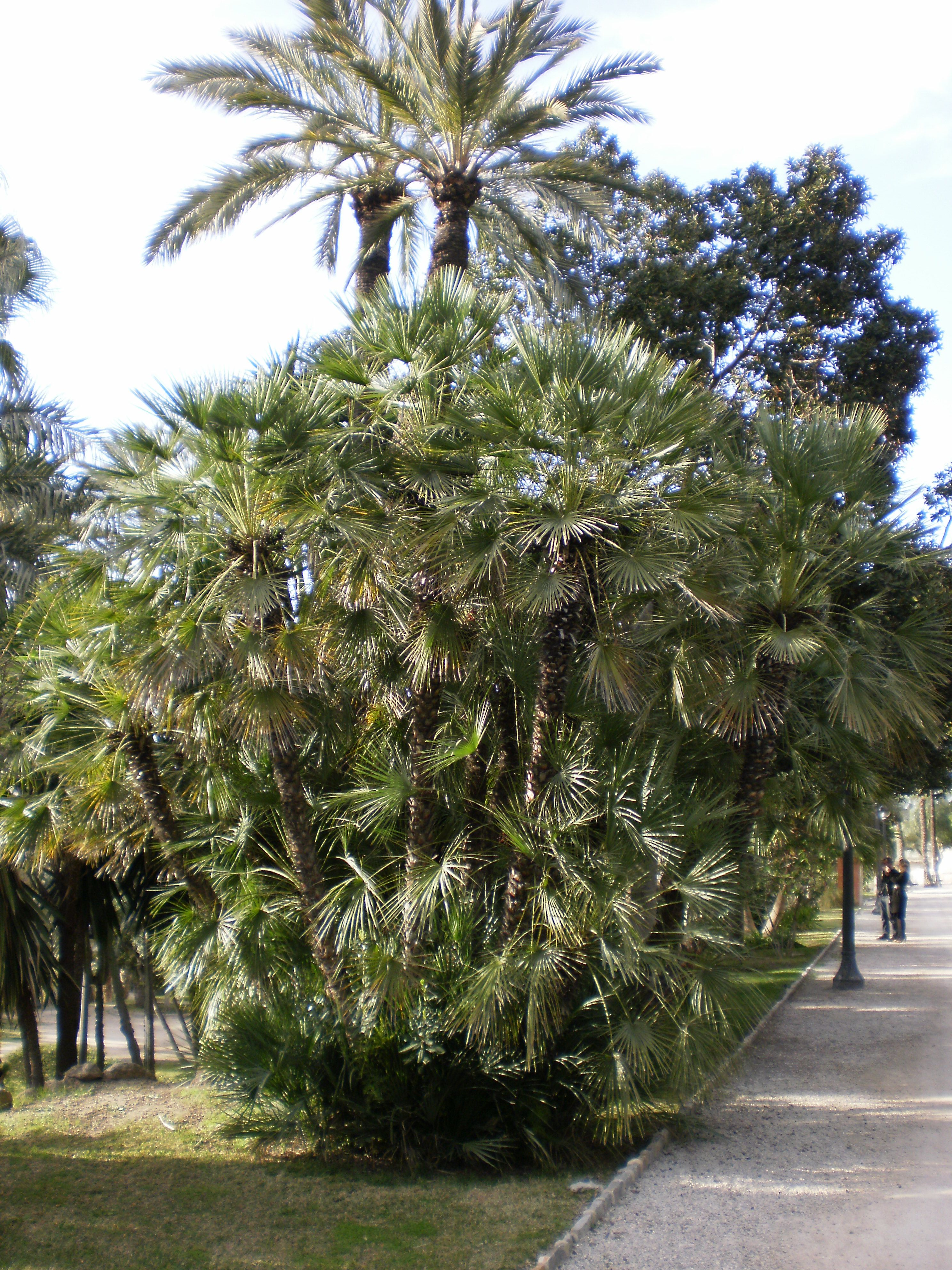
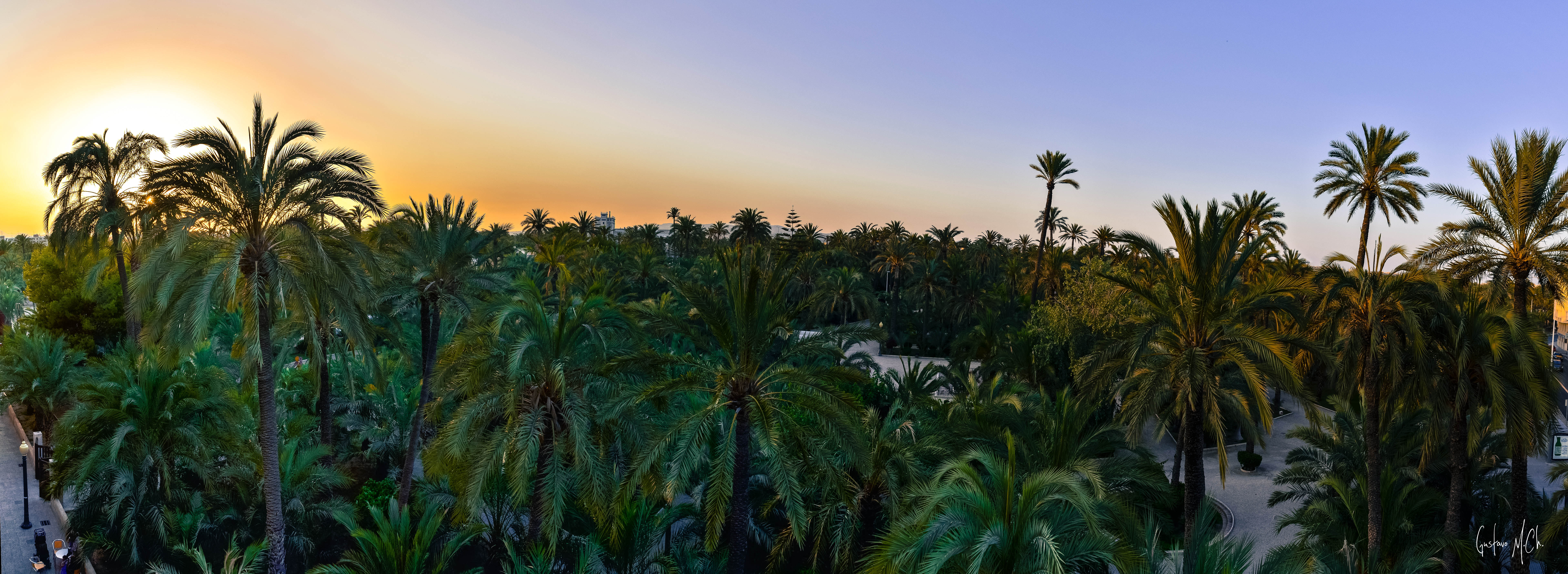
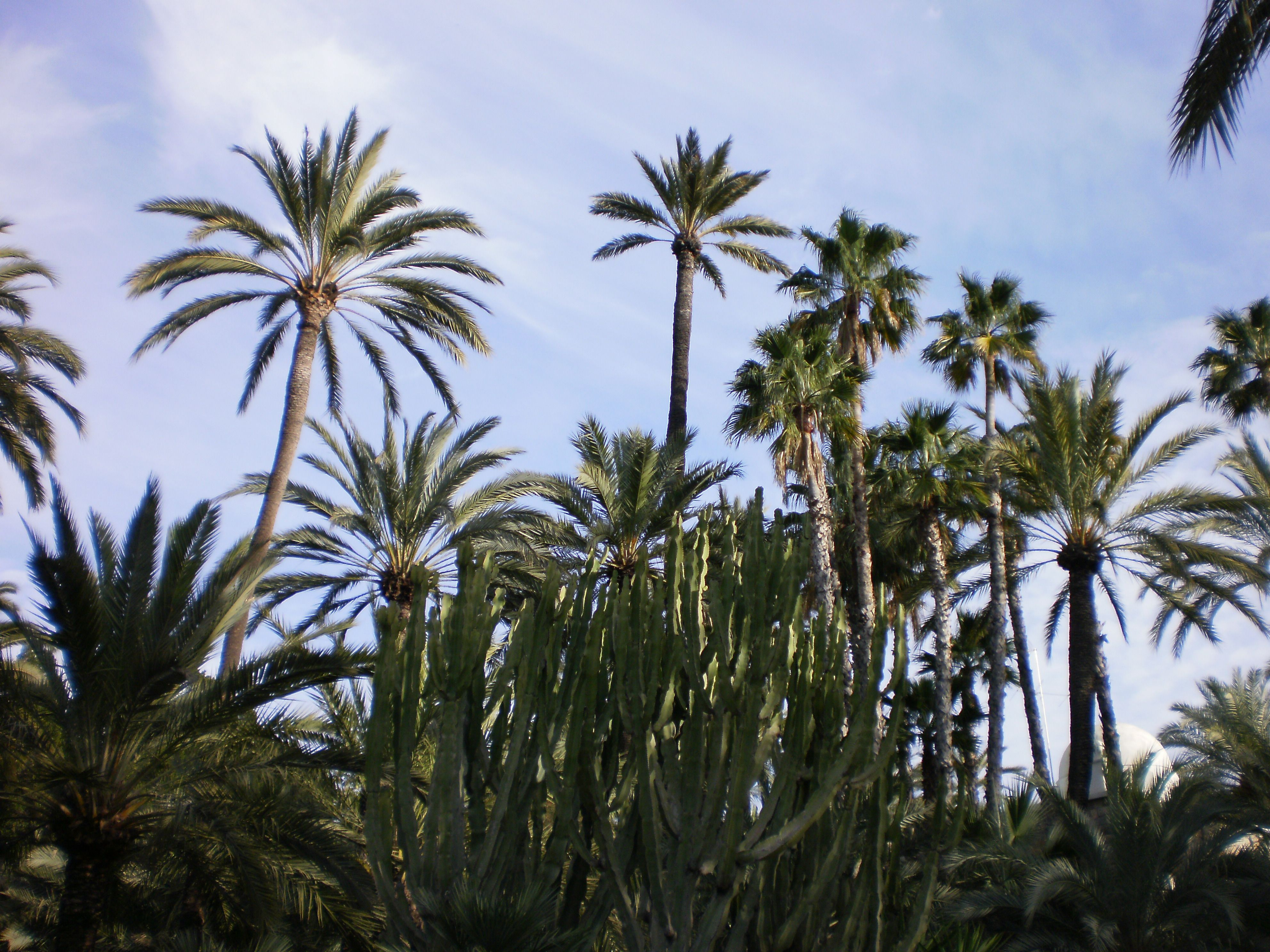
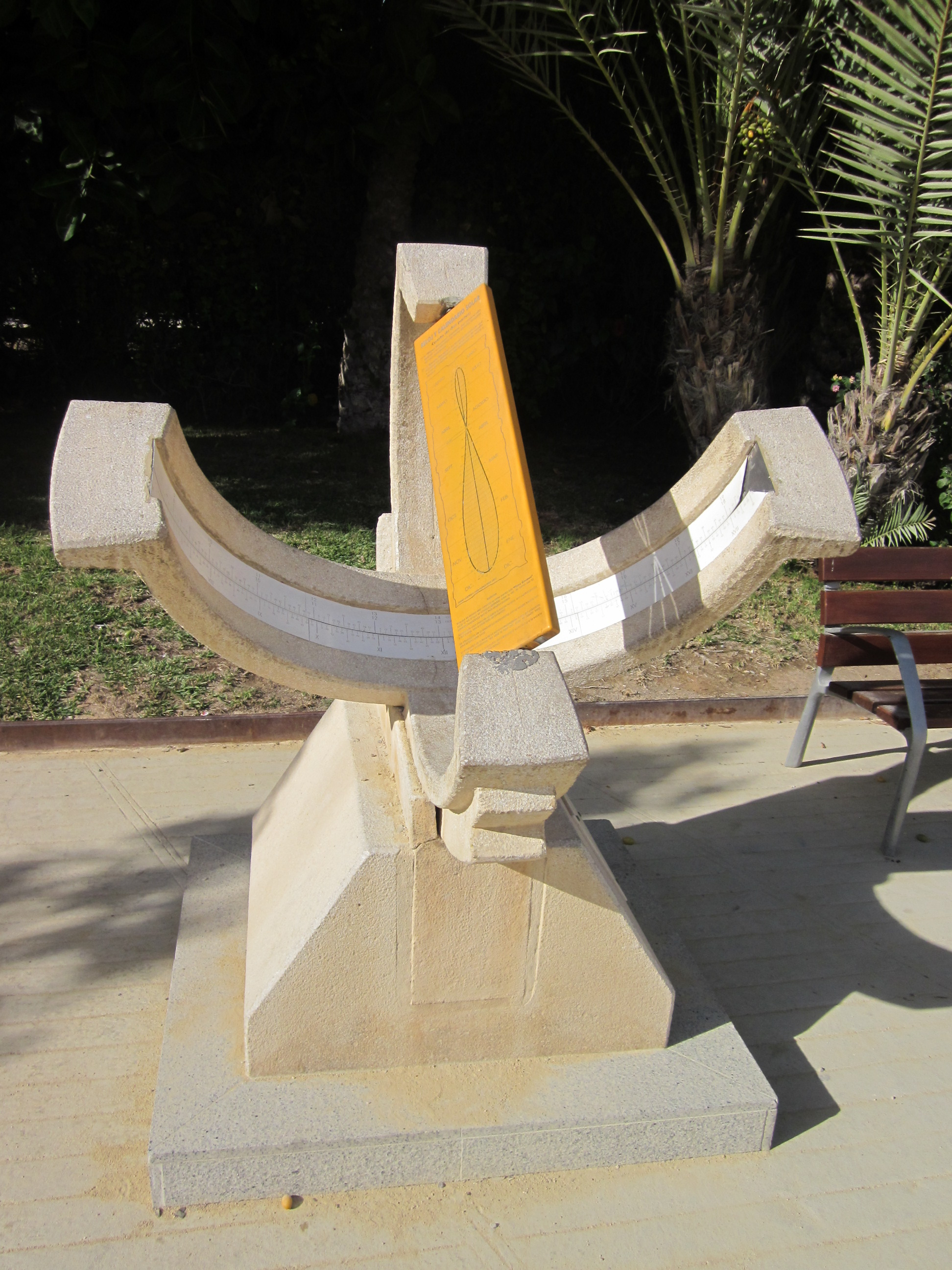
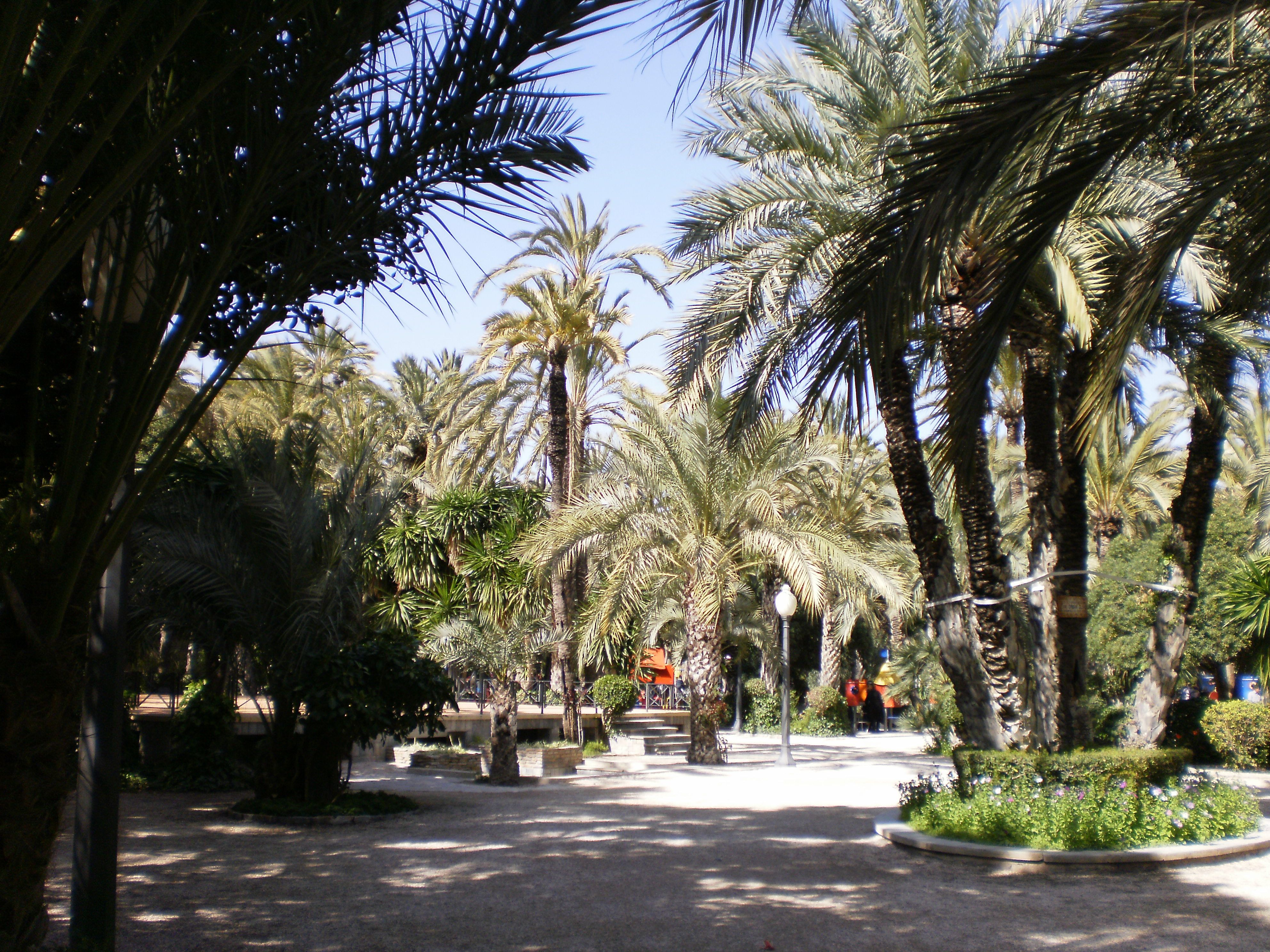
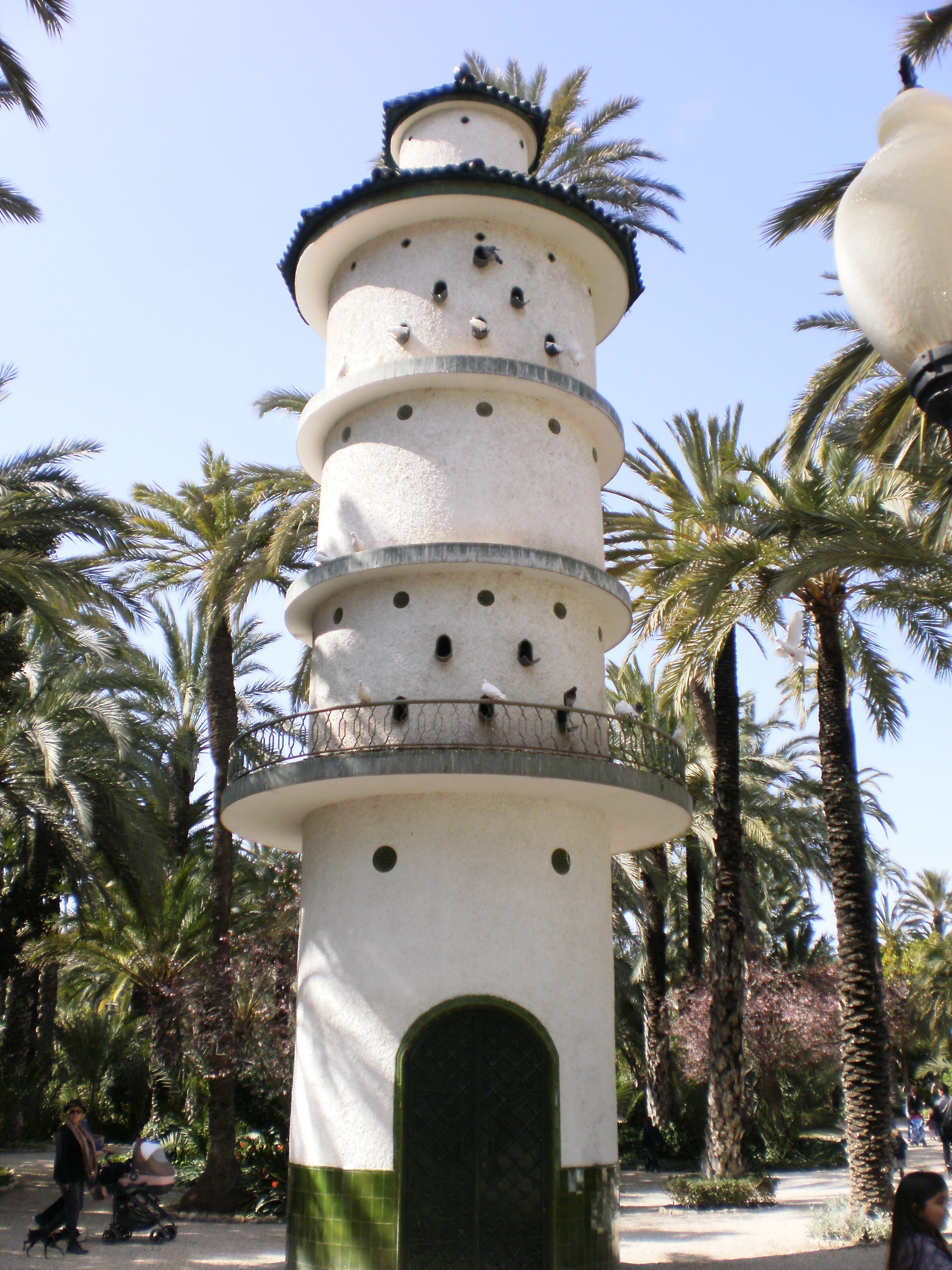
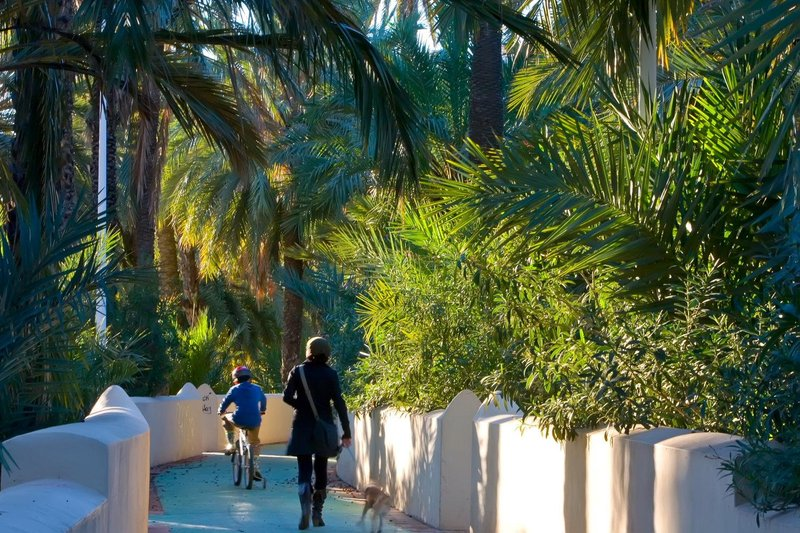
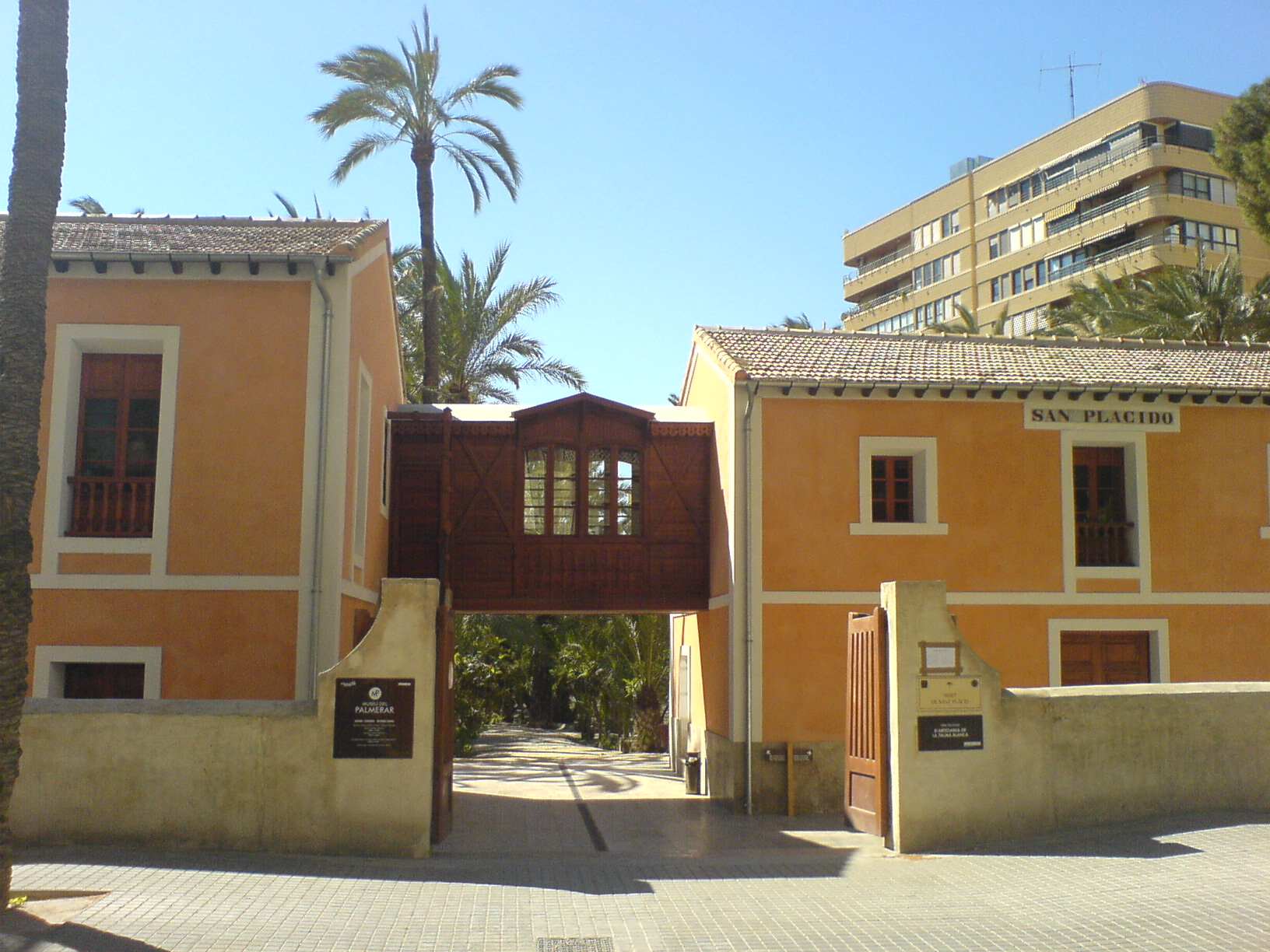
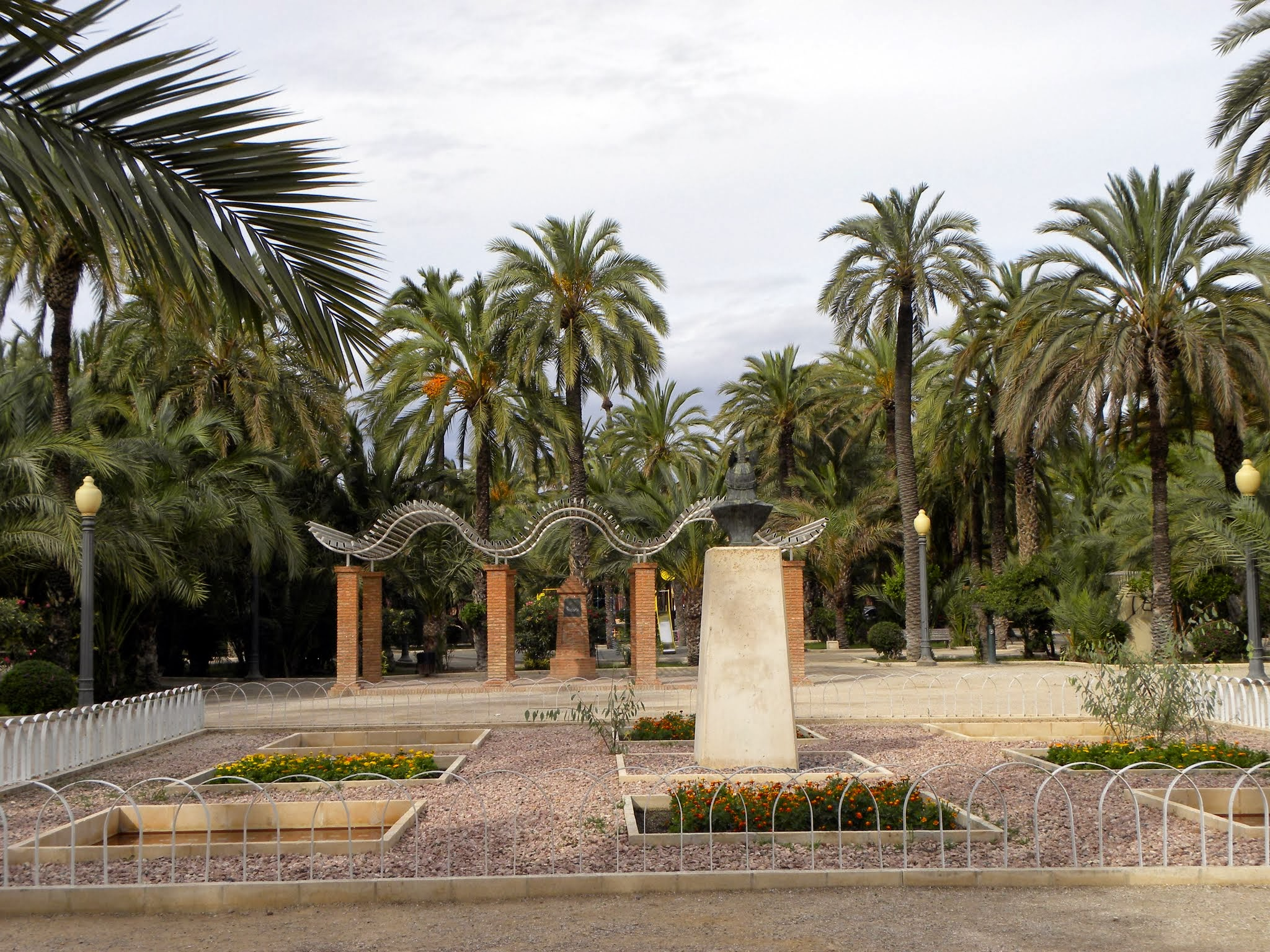
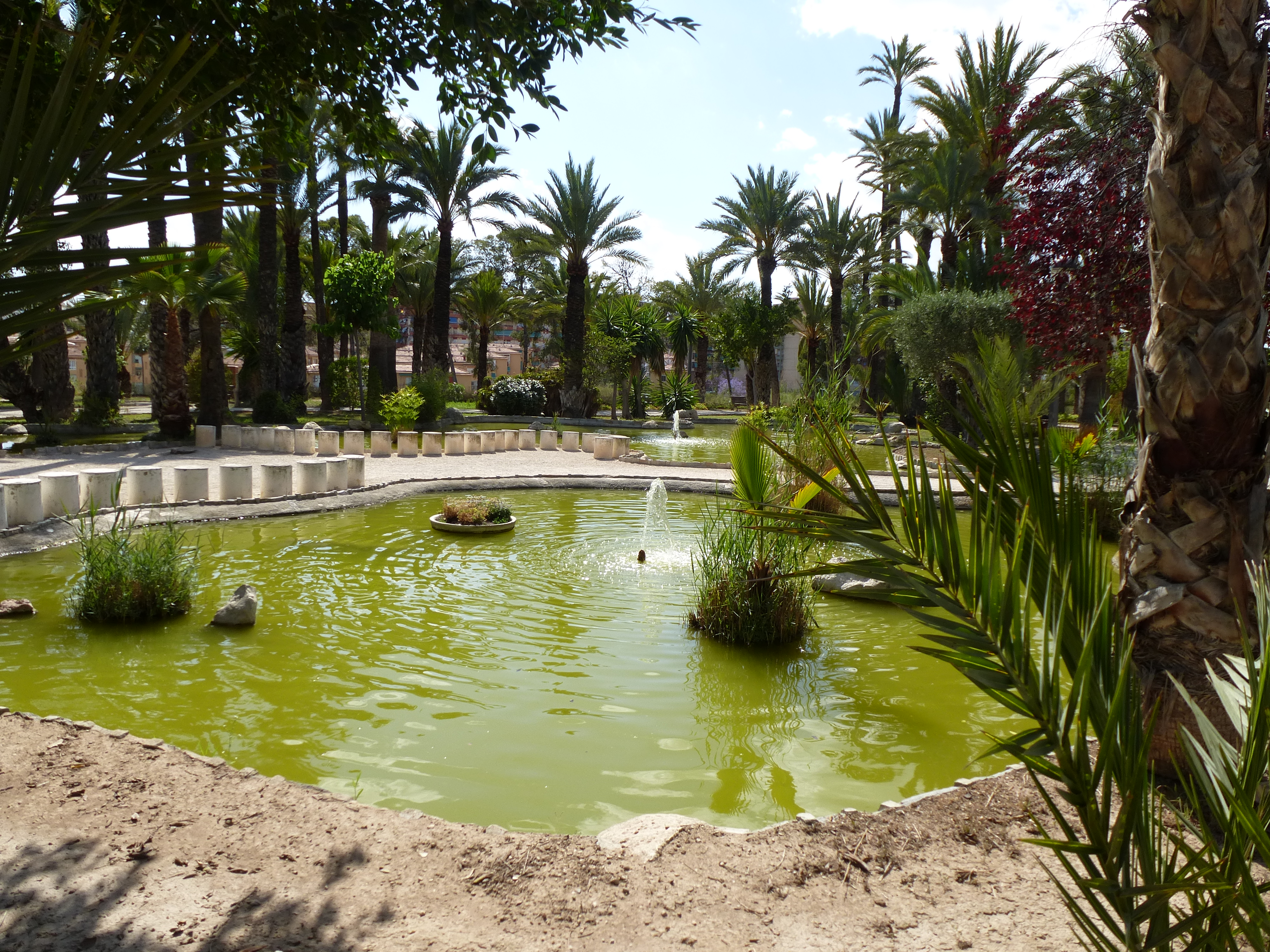

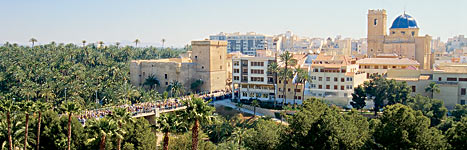
منظر بانورامي لمدينة إلش، يظهر النخيل ضمن المدينة.

## وصلات خارجية
- إلش، إسبانيا إطلالة على المدينة مع خريطة مفصلة.
- معلومات عن سوسة النخيل الحمراء